# خيضورات متشجرة
الخيضورات المتشجرة (الاسم العلمي:Chlorodendraceae) هي فصيلة من طحالب خضراء تتبع رتبة الخيضوريات المتشجرة من طائفة الخيضورانية المتشجرة.

## أجناس
- الخيضور المتشجر
- الشرفلية